# Minilimosina knightae
Minilimosina knightae är en tvåvingeart som först beskrevs av Harrison 1959.  Minilimosina knightae ingår i släktet Minilimosina och familjen hoppflugor. Inga underarter finns listade i Catalogue of Life.